# Kevin Valgaeren
Kevin Valgaeren (Turnhout, 17 december 1979) is een Belgische schrijver van mysteries en gothic novels. In 2011 debuteerde hij met De Ziener, waarmee hij in 2012 de Schaduwprijs won voor beste spannende debuut in de Nederlandse taal. In 2012 werd Bloedlijn gepubliceerd, het tweede deel in een reeks verhalen over David Mayfair. Seance, een duistere thriller gebaseerd op een beruchte fraudezaak tijdens de hoogdagen van het Engelse spiritualisme, verscheen in 2016 en belandde prompt op de shortlist van de Harland Awards Romanprijs voor beste boek in het fantastische genre. In 2018 verscheen "Blackwell", een ode aan de gothic novel en haar grootmeesters. Het boek werd unaniem positief ontvangen en belandde op de shortlist van de Knack Hercule Poirotprijs, een onderscheiding voor spannende boeken in Vlaanderen. Een jaar later bracht hij met "Engelenlust" een opmerkelijke literaire roman uit over necrofilie. Sindsdien publiceert hij onder de naam K.R. Valgaeren. "Het offer van Scarlington" verscheen in 2020 en is een vervolg op "Blackwell". Ook dat boek werd genomineerd voor de Knack Hercule Poirotprijs. In 2022 werden door Uitgeverij Houtekiet grondig herziene edities gepubliceerd van Valgaerens eerste twee romans.

## Levensloop
Kevin Valgaeren groeide op in de Antwerpse Kempen, waar hij tijdens zijn tienerjaren begon te schrijven en in aanraking kwam met het theater. Later combineerde hij zijn passie voor het schrijven en voor de cinema door zijn medewerking te verlenen aan het tijdschrift Film & Televisie + Video. In 2006 besloot hij om op latere leeftijd te gaan studeren. Hij studeerde in 2011 af aan de Katholieke Universiteit Leuven als Master in de Westerse Literatuur. Tijdens zijn studies specialiseerde hij zich in de gothic novel, editiewetenschap en de literatuur van de negentiende eeuw. Kevin Valgaeren woont en werkt in Leuven.